# کلیسای سیر
کلیسای سیر مربوط به دوره ساسانیان است و در شهرستان اورمیه، روستای سیر واقع شده و این اثر در تاریخ ۱۹ آبان ۱۳۵۴ با شمارهٔ ثبت ۱۱۲۲ به‌عنوان یکی از آثار ملی ایران به ثبت رسیده‌است.

## جمعیت
این روستا در دهستان باراندوز قرار داشته و بر اساس سرشماری سال ۱۳۸۵ جمعیّت آن ۳۹ نفر (۱۰ خانوار)
بوده‌است.